# Siø
Siø är en ö i Danmark.   Den ligger i Region Syddanmark, i den södra delen av landet, 140 km sydväst om Köpenhamn. Arean är 1,3 kvadratkilometer. Den sträcker sig 1,3 kilometer i nord-sydlig riktning, och 1,5 kilometer i öst-västlig riktning. Det bor 14 personer på ön (2020). 
Klimatet i området är tempererat. Årsmedeltemperaturen i trakten är 8 °C. Den varmaste månaden är augusti, då medeltemperaturen är 18 °C, och den kallaste är januari, med 0 °C.